# May (Oklahoma)
May – miasto w Stanach Zjednoczonych, w stanie Oklahoma, w hrabstwie Harper.